# El ciclón del Caribe
El ciclón del Caribe es una película musical mexicana de 1950 escrita y dirigida por Ramón Pereda y protagonizada por María Antonieta Pons y Carlos Cores. 

## Argumento
El capitán de un barco se involucra por accidente con varios narcotraficantes y pierde a su novia.

## Reparto
- María Antonieta Pons
- Carlos Cores
- Prudencia Griffel
- Óscar Ortíz de Pinedo
- Maruja Griffel
- Delia Magaña
- José Elías Moreno
- José Baviera

## Comentarios
El cineasta de origen cubano Ramón Pereda, se había casado con la actriz Adriana Lamar, pero cuando ella murió, el cineasta se buscó una nueva musa: la rumbera cubana María Antonieta Pons. Uno de los triunfos grandes en taquilla de la carrera de Pons fue El ciclón del Caribe, que se convirtió en el sobrenombre de la estrella, la cual no se privaba de nada en una historia creada por Ramón Pereda, y en la que era cortejada por el galán argentino Carlos Cores. Sin embargo, esa exigencia de la taquilla, que determinada la inclusión de muchos números musicales, hizo perder fuerza cinematográfica a esta cinta, que queda como una propuesta del director Pereda para mezclar folclor mexicano con ritmos caribeños.